# 索特拉河畔比斯特里察
索特拉河畔比斯特里察（發音：[ˈbiːstɾitsa ɔp ˈsoːtli]），是斯洛維尼亞東部索特拉河畔比斯特里察市镇内的聚居地及其行政中心。當地位於索特拉河右岸上方的河階台地上，傳統上屬於下施蒂里亞地區，目前屬於下薩瓦統計區；直到2014年1月，它還是薩維尼亞統計區的一部分。

## 歷史
該聚居地在1645年和1646年曾被瘟疫摧毀，在其西北方與同市镇鄰近聚居地之間的道路旁豎立一根帶有白色十字架的柱子紀念此事。

## 外部連結
- 索特拉河畔比斯特里察市镇官方网站 （页面存档备份，存于） （斯洛文尼亚文）
- Bistrica ob Sotli on Geopedia （页面存档备份，存于）